# Alfonso Lista

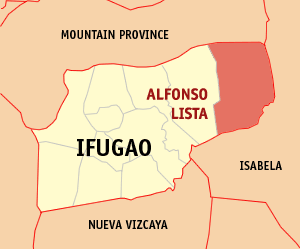
Bản đồ Ifugao với vị trí của Alfonso Lista

Alfonso Lista là một đô thị hạng 3 ở tỉnh Ifugao, Philippines. Theo điều tra dân số năm 2000, đô thị này có dân số 21.167 người trong 4.275 hộ.

## Các đơn vị hành chính
Alfonso Lista được chia ra 20 barangay.
| - Bangar - Busilac - Calimag - Calupaan - Caragasan - Dolowog - Kiling - Namnama - Namillangan - Pinto | - Poblacion - San Jose - San Juan - San Marcos - San Quintin - Santa Maria - Santo Domingo (Cabicalan) - Little Tadian - Ngileb - Laya |